# John Cummins

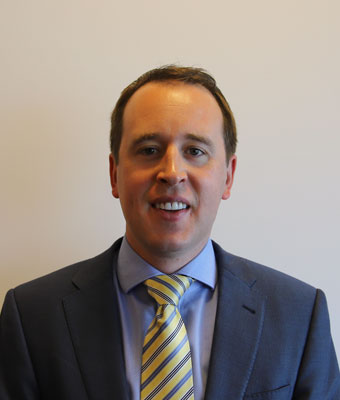
John Cummins (2024)

John Cummins (* 29. Juni 1988 in Waterford) ist ein irischer Politiker (Fine Gael).
Cummins studierte an der University of Limerick Sporterziehung und Geographie. Er unterrichtete an verschiedenen Schulen. 
2009 und 2014 wurde er in den Waterford County Council für die Fine Gael gewählt. 2013 war er Ratsvorsitzender. 
Bei den Wahlen zum Dáil Éireann 2020 trat er im Wahlkreis Waterford an und wurde nicht gewählt. Stattdessen gelang es ihm, über die Arbeitnehmerliste in den Seanad Éireann gewählt zu werden.
Da er entgegen der Verbote wegen der COVID-Pandemie im August 2020 an einer Dinner Party teilgenommen hatte (sog. Oireachtas Golf Society scandal), zog er sich von seinen Parteiämtern zurück. 
Bei den Wahlen 2024 war er dann erfolgreich. Am 29. Januar 2025 wurde Cummins in der Regierung Martin II zum Staatsminister für kommunale Verwaltung und Planung ernannt.

## Privates
Der Vater von Cummins, Maurice Cummins, war von 2002 bis 2016 ebenfalls Senator (2011 bis 2016: Leader of the Seanad).